# Johann Nepomuk von Nostitz-Rieneck

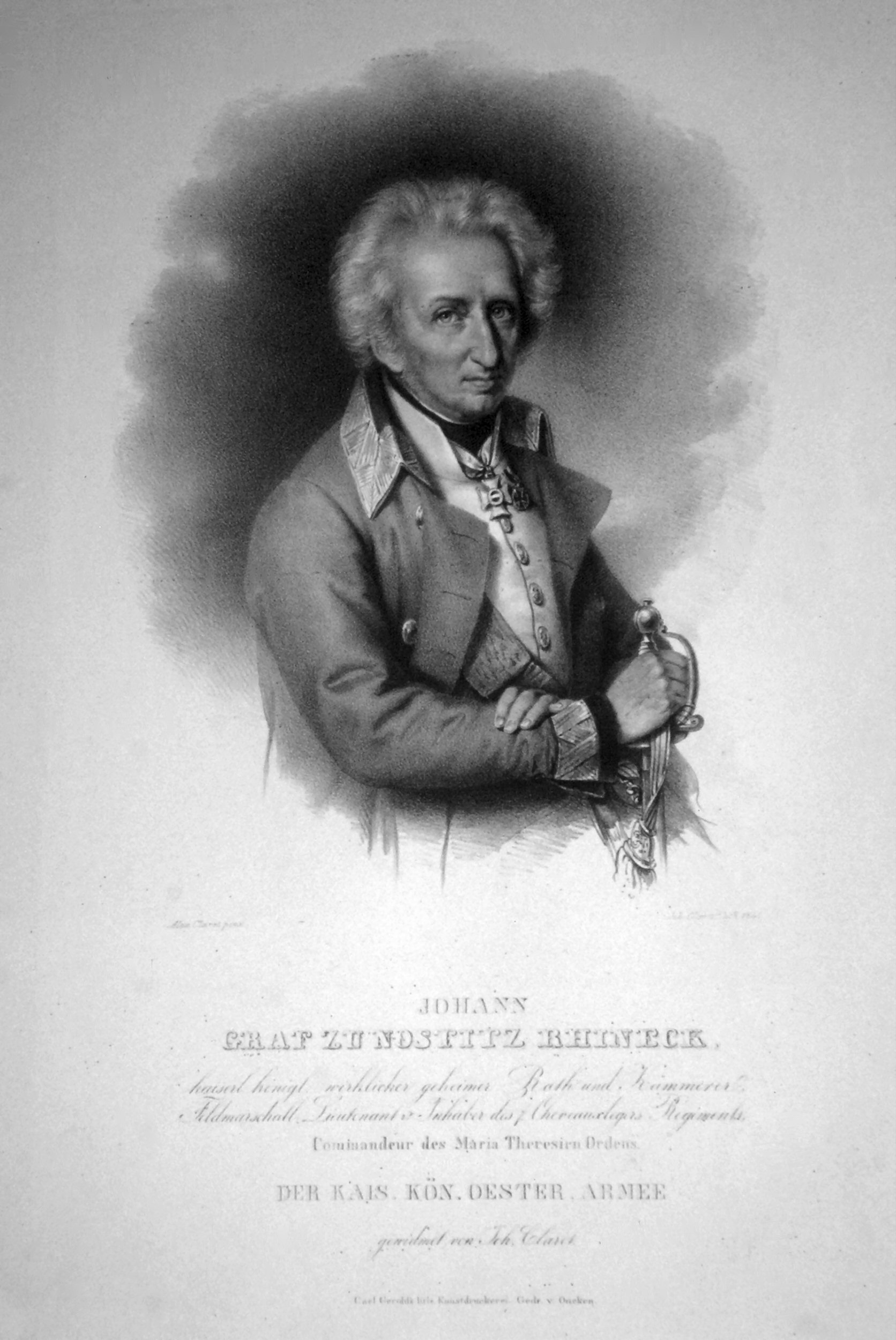
Johann Nepomuk von Nostitz-Rieneck, Lithographie von Johann Nepomuk Clarot, 1841

Graf Johann Nepomuk von Nostitz-Rieneck  (* 24. März 1768 in Prag; † 22. Oktober 1840 ebenda) war ein kaiserlich-österreichischer Feldmarschallleutnant während der Koalitionskriege. Er stammte aus der Böhmischen Linie des Hauses von Nostitz. 

## Leben

### Herkunft
Seine Vorfahren stammten aus einem alten Lausitzer Geschlecht, das im 16. Jahrhundert mit einem Zweige nach Böhmen einwanderte. Seine Eltern waren Franz Anton von Nostitz-Rieneck (* 17. Mai 1725; † 29. September 1794) und dessen Ehefrau die Gräfin Elisabeth von Kolowrat-Krakowsky (1728–1815). Der kaiserliche Feldmarschall Friedrich Moritz von Nostitz (1728–1796) war sein Onkel.

### Frühe Militärkarriere
Johann Nepomuk von Nostitz erhielt seine erste Erziehung durch die Gelehrten Pelzel, Schaller und Dobrowski. Ab 1784 besuchte er die Militärakademie in Wiener Neustadt. 1785 trat er als Kadett in das leichte Dragoner-Regiment „Großherzog Leopold von Toskana“ Nr. 3. ein, dessen zweiter Inhaber sein Onkel Friedrich Moritz war. In diesem Regiment wurde er 1786 Leutnant und 1787 Oberleutnant, am 21. September 1788 zeichnete er sich beim Rückzuge von Lugos nach Karansebes erstmals aus. 1789 nahm er unter Laudon an der Belagerung von Belgrad teil und wurde zum Rittmeister befördert.

### Koalitionskriege 1792–1809
Am 12. Februar 1793 stieg er zum Major auf, seine Reiterei kämpfte im Ersten Koalitionskrieg in den Niederlanden unter FZM Latour. Am 18. Mai 1794 wurde er während der Schlacht von Tourcoing beim Gefecht um Lincelles verwundet. Am 13. Juni stand er vor Hooglede und  am 27. Juli zeichnete er sich erneut vor Lüttich aus. Am 24. September 1795 schlug er Pichegrus Kavallerieangriff auf Handschuhsheim zurück. Am 21. Oktober 1795 wurde er in seinem Dragoner-Regiment zum Oberstleutnant und am 1. April 1796 zum Oberst befördert. Einen französischen Angriff vor Mannheim am 14. Juni konnte er im Verband der Kavallerie des FML Graf Sztaray bei Maudach zurückschlagen. Nach der Schlacht bei Emmendingen am 19. Oktober gingen die Franzosen gegen Straßburg und Hüningen zurück. Am 11. August 1796 wurde Nostitz im Gefecht bei Eglingen, später im September und Oktober 1796 bei anderen Gefechten mehrmals verwundet. Als Ende Dezember 1796 sein Onkel Friedrich Moritz verstarb, erbte Johann Nepomuk die Herrschaften Türmitz und Czernosek. 
Im Feldzug von 1800 diente er in der böhmischen Legion als Kommandeur einer Kavallerie-Brigade in Prag und wurde am 15. November 1800 zum Generalmajor befördert, am 27. Jänner 1801 erfolgte das Patent zu seiner Rangerhöhung. 
Im Feldzug von 1805 unterstützte seine Reiterei die Operationen unter FML von Kienmayer im Donautal, im August führte Nostitz seine Kavallerie-Brigade bei Wels. Am 8. September führte er bei Braunau die Avantgarde des Korps Klenau beim Inn-Übergang. Nach dem Rückzug ging seine Reiterei am 2. November über die Enns zurück und vereinigte sich mit den Truppen des FML Graf Merveldt bei Steyr. Am 25. Oktober standen die Franzosen bei Passau und erzwangen am 4. November 1805 den Enns-Übergang. Bei Ebersberg wurde die Vereinigung mit den verbündeten russischen Truppen vollzogen, Nostitz deckte dabei mit seiner Reiterei die Nachhut des Generals Kutusow. Nostitz kämpfte zusammen mit den Russen am 11. November bei Dürnstein, wo er eine Garde-Division des Marschalls Mortier erfolgreich attackierte. Am 15. November 1805 kämpfte die Kavalleriebrigade Nostitz unter Fürst Bagration im Gefecht bei Schöngrabern, wo Murats Kavallerie einer Umzingelung entkommen konnte. In und nach der Schlacht bei Austerlitz kommandierte er die Kavallerie in Kienmayers Korps, als Führer der Nachhut brach er in die verfolgenden Kolonnen Davouts ein und brachte 300 Gefangene in Gewahrsam. 
Nostitz angeschlagene Gesundheit bedurfte darauf dringend der Erholung, er wurde für längere Zeit beurlaubt. 
Am 28. Dezember 1808 meldete er sich zum Dienste zurück und übernahm zu Beginn des Feldzuges von 1809 die Reserve-Division des I. Korps unter Graf Bellegarde.
Am 18. Mai 1809 erfolgte seine Beförderung zum Feldmarschallleutnant. Er befehligte unter Erzherzog Karl die im Zentrum der Schlacht bei Aspern stehende Kavallerie-Reserve-Division der II. Angriffskolonne, er verlor im Kampf zwei Pferde unter sich. Am 5. und 6. Juli beteiligte sich Graf Nostitz in der Schlacht bei Wagram mit 4 Kavallerie-Regimentern als Unterstützung des IV. Armeekorps am linken Flügel hinter der Höhe von Markgraf-Neusiedl. Nostitz führte seine Division im Kavallerie-Reservekorps unter General der Kavallerie Fürst Liechtenstein. Als die Franzosen zwischen Eßlingen und Enzersdorf bedrohlich vorrückten, zog sich die Avantgarde des IV. Armeekorps unter dem Schutze der Kavallerie-Reserve-Division auf den linken Flügel zurück. Nostitz wurde dabei erneut verwundet, anschließend war er dadurch bedingt bis 1813 dienstunfähig.

### Befreiungskriege
Im Feldzug von 1813 sammelte sich die Österreichische Armee an der nordwestlichen Grenze Böhmens. Der wieder im Dienst stehende Graf Nostitz stand mit seiner Kavallerie am rechten Flügel und begleitete das Gros der Armee über Marienberg und Reichenberg nach Dresden. In der Völkerschlacht bei Leipzig kommandierte Graf Nostitz das aus 36 Eskadronen bestehende des Kürassier-Korps unter Fürst von Schwarzenberg. Am 16. Oktober 1813 kämpfte er bei Liebertwolkwitz am linken Flügel der Hauptarmee. Auf dem südlichen Schlachtfeld bei Wachau griff er nach dem Rückzug der Truppen Wittgensteins mit den Kürassier-Regimentern „Albert“ und „Lothringen“ vor und warf einen Großteil der Garde-Infanterie der Marschälle Mortier und Oudinot zurück. Am 18. Oktober wurde Nostitz bei den wechselvollen Kämpfen zweimal verwundet. Am 20. Oktober 1813 erhielt er für seine Leistungen bei Leipzig den Maria-Theresia-Orden. 
Im Feldzuge 1814 wurden die alliierten Reserve-Truppen von Österreich, Russland und Preußen unter dem Oberbefehl von Großfürst Konstantin Romanow vereinigt. Graf Nostitz führte dabei 40 Eskadronen und brach Mitte Dezember aus dem Lager in Württemberg auf. Der Vormarsch der übergeordneten fünften Hauptkolonne unter dem Erbprinzen von Hessen-Homburg erfolgte durch die Schweiz über Schaffhausen nach Neufchatel, am 9. Jänner 1814 stand sie vor Besançon.
Am 19. Jänner erreichte das Kavallerie-Korps unter Nostitz Dijon, dem Oberbefehl des FZM Graf Colloredo (I. Korps und 2. leichte Division) zugeteilt, wurde über Châtillon-sur-Saône der Anschluss an die Hauptarmee gesucht. Graf Nostitz kämpfte im März als Befehlshaber des Kürassier-Korps beim IV. Armeekorps bei Troyes, bei Premierfait kam es zum Gefecht. In der Schlacht bei Arcis-sur-Aube und bei Fère-Champenoise bewährte sich Nostitz seinen Kürassieren. Bei Arcis waren die Kürassiere und Grenadiere als Reserve, nicht richtig ins Gefecht gekommen. Am 23. März verfolgte Nostitz mit seiner Kavallerie die Franzosen bis gegen Vitry. Nach der am 3. August 1814 zu Paris abgeschlossenen Übereinkunft verlegte Nostitz seine Truppen als Besatzung nach Chalon-sur-Saône. FML Grafen Nostitz wurde am 17. August das Interims-Kommando über das gesamte Reservekorps in Frankreich übertragen. Anfang Oktober 1814 wurde ein großer Teil der österreichischen Armee bei Dijon zusammengezogen, die dort versammelte Armee zählte gegen 100.000 Mann und verfügte über 264 Kanonen. Bei der großen Parade am 1. Oktober defilierte Nostitz mit sechs Kürassier-Regimenter vor den anwesenden verbündeten Monarchen. 
FML Nostitz erhielt am 23. Jänner 1816 einen zweijährigen Urlaub, welcher späterhin mehrmals wegen einer Verwundung am Bein verlängert wurde, bis er den Heeresdienst 1821 vollständig quittierte. Seit 12. Oktober 1814 war Nostitz zum Oberstinhaber des neu formierten italienischen Chevauxleger Regiment Nr. 7 ernannt worden. Graf Nostitz trat am 26. Juni 1821 in den Ruhestand und verstarb am 22. Oktober 1840 in Prag.

## Familie
Aus seiner ersten Ehe mit Sophie Apraxina (1778–1802), geschlossen am 27. Jänner 1797 in Karlsruhe entstammten vier Kinder:
- Eduard (1797)
- Elisabeth (1799–1884)
- Karl (1801–1802)
- Adelheid (1802–1887)

Am 22. April 1802 starb seine erste Ehefrau vier Wochen nach der Geburt ihres letzten Kindes. Am 28. Juni 1803 heiratete er in zweiter Ehe Antonia Gräfin von Schlick (18. März 1783 – 18. August 1830), eine  Tochter des kaiserlichen Ministers Graf Joseph Schlick zu Bassano.
Sie schenkte ihm sieben Kinder:
- Johann Nepomuk (1804–1810)
- Ota (1804–1821)
- Marie Philippine (1804–1876)
- Jan Josef (1805–1806)
- Hermann (1812–1895), österreichischer General der Kavallerie
- Albert (1807–1871), Oberstlandmarschall von Böhmen
- Siegmund (1815–1890)